# Пучков, Александр Николаевич
Алекса́ндр Никола́евич Пучко́в (25 марта 1957, Ульяновск — 9 октября 2024, Санкт-Петербург) — советский легкоатлет, выступавший в беге на 110 метров с барьерами. Мастер спорта СССР (1975), мастер спорта СССР международного класса (1979),
заслуженный мастер спорта России (2019).
Один из двух призёров Олимпийских игр в беге на 110 м с/б в истории советского спорта. Трёхкратный чемпион СССР (1976 (в помещении), 1979, 1980).
Тренировался под руководством Виктора Орешкина (1973—1974).
Умер 9 октября 2024 года в возрасте 67 лет.

## Результаты
- в скобках указан возраст

| Год       | Результат    |
| --------- | ------------ |
| 1973 (16) | 16,0         |
| 1974 (17) | 15,0         |
| 1975 (18) | 14,07        |
| 1976 (19) | 13,8         |
| 1977 (20) | 13,80        |
| 1978 (21) | 14,11        |
| 1979 (22) | 13,55 (13,3) |
| 1980 (23) | 13,44        |

### Соревнования
предварительные забеги/соревнования
| Год  | Соревнование                   | Город  | Дистанция         | Дата        | Результат | Место             | Видео/Фото/ Кинограмма |
| ---- | ------------------------------ | ------ | ----------------- | ----------- | --------- | ----------------- | ---------------------- |
| 1979 | Универсиада                    | Мехико | 110 м с барьерами | 9 сентября  | 13,56     | 2 Q (забег 1)     |                        |
| 1979 | Универсиада                    | Мехико | 110 м с барьерами | 10 сентября | 13,55     | III               |                        |
| 1980 | Олимпийские игры               | Москва | 110 м с барьерами | 25 июля     | 13,84     | 4 Q (забег 3)     |                        |
| 1980 | Олимпийские игры               | Москва | 110 м с барьерами | 27 июля     | 13,50     | 2 Q (полуфинал 1) |                        |
| 1980 | Олимпийские игры               | Москва | 110 м с барьерами | 27 июля     | 13,44     | III               |                        |
| 1982 | Чемпионат Европы (в помещении) | Милан  | 60 м с барьерами  | 7 марта     | 7,83 Q    | 1 (забег 3)       |                        |
| 1982 | Чемпионат Европы (в помещении) | Милан  | 60 м с барьерами  | 7 марта     | 7,78 Q SB | 2 (полуфинал 1)   |                        |
| 1982 | Чемпионат Европы (в помещении) | Милан  | 60 м с барьерами  | 7 марта     | 7,73 SB   | I                 |                        |
| 1982 | Чемпионат Европы               | Афины  | 110 м с барьерами | 9 сентября  | 13,95     | 4 Q (забег 3)     |                        |
| 1982 | Чемпионат Европы               | Афины  | 110 м с барьерами | 10 сентября | 13,73     | 4 Q (полуфинал 2) |                        |
| 1982 | Чемпионат Европы               | Афины  | 110 м с барьерами | 11 сентября | 13,79     | 5                 |                        |

| Год  | Матч                  | Город        | Дата     | Дистанция         | Результат | Место |
| ---- | --------------------- | ------------ | -------- | ----------------- | --------- | ----- |
| 1977 | СССР — Великобритания | Эдинбург     |          | 110 м с барьерами | 14,39     | 2     |
| 1979 | СССР — ГДР            |              |          | 110 м с барьерами | 13,60     | 1     |
| 1982 | СССР — США            | Индианаполис | 2—3 июля | 110 м с барьерами | 13,76     | 1     |